# Monocentrota comoreana
Monocentrota comoreana är en tvåvingeart som beskrevs av Loïc Matile 1979. Monocentrota comoreana ingår i släktet Monocentrota och familjen platthornsmyggor. Inga underarter finns listade i Catalogue of Life.